# Disa lugens
Disa lugens es una especie fanerógama de orquídea de hábito terrestre.  Es nativa de Sudáfrica.
A pesar de estar clasificado durante algunos años como Herschelianthe, (hasta 1983), los últimos análisis moleculares han mostrado que el lugar más apropiado es el género Disa.

## Descripción
Es una planta delicada, con aspecto de hierba, con unas cuantas hojas suaves, la inflorescencia con unas pocas flores, generalmente de color azul, con pétalos ovalados y labelo falcado.
Tiene hábitos terrestres con un tamaño grande, prefiere el clima fesco al frío. Florece en la primavera en una inflorescencia terminal erecta, de 100 cm de largo, con desde 5 hasta 25 flores.

## Distribución y hábitat
Se encuentra en el sudoeste de la provincia del Cabo en los bancos de arena costeros, con sol parcial y a bajas elevaciones.

## Taxonomía
Disa lugens fue descrita por   Harry Bolus y publicado en Journal of the Linnean Society, Botany 20: 483. 1884.
Etimología
Disa : el nombre de este género es una referencia a  Disa, la heroína de la mitología nórdica hecha por el botánico Carl Peter Thunberg.
lugens: epíteto
Sinonimia
- Herschelia lugens (Bolus) Kraenzl.
- Herschelianthe lugens (Bolus) Rauschert[6][4]